# Десант на Дрвар
Десант на Дрвар, шифровани назив Операција Коњићев скок — Реселшпрунг, назив је за немачку акцију у мају и јуну 1944. чији је циљ био да се зароби Јосип Броз Тито и да се уклони вођство партизанског покрета у Југославији. Циљ операције био је да се уништењем средишњих штабова и установа нанесе тежак ударац НОВЈ, што би ослободило крупне немачке снаге са Балкана за маневарску употребу. Сам ваздушни десант је обављен 25. маја 1944. године.
За напад на Титов штаб команда Друге оклопне армије припремила је у строгој тајности падобранско-једриличарску десантну групу, и 7 нападних оклопно-моторизованих борбених група у гарнизонима који су окруживали Дрвар. Напад је почео у зору 25. маја тешким бомбардовањем Дрвара које је требало да растроји одбрану и непосредно после тога падобранско-једриличарским десантом на град. Истовремено су припремљене борбене групе кренуле у безобзиран пробој према Дрвару ради спајања са десантним снагама.
Врховни штаб НОВ и ПОЈ је у то време био сакривен у пећини изнад Дрвара. Представници Савезника Рендолф Черчил (син Винстона Черчила) и Евелин Во су такође били присутни. Немачки СС падобранци су кренули према Титовој пећини, али су ушли у жесток окршај са припадницима Официрске школе и Пратећег батаљона Врховног штаба, који је резултовао великим жртвама са обе стране.
Противнапад Треће личке бригаде, која је око 11 сати пре подне стигла из Трубара, присилио је Немце на дефанзиву и омогућио извлачење Тита, чланова штаба и чланова разних установа. Трећа личка бригада сабила је десантне снаге на мали простор на Шобића главици и принудила их на упорну одбрану. Пред зору 26. маја напад Треће личке бригаде је обустављен, а током дана у град је ушла немачка борбена група из Срба и спојила се са остацима 500. СС батаљона.
Наредни дани протекли су у неизвесним и изненадним сусретним борбама немачких нападних група са бригадама у пратњи Врховног штаба. Тито са члановима штаба евакуисан је авионом 3. јуна са Гламочког поља, а немачка операција окончана је неуспехом 6. јуна.
Да би олакшали притисак немачких снага на снаге НОВЈ, Савезници су извели демонстрацију знатних поморских и ваздушних снага на мору у области Сплита, а 2. јуна на Брач је искрцан одред британских командоса заједно са деловима Прве далматинске бригаде.
Немачки губици су били 789 убијених, 929 рањених и 57 несталих. Немци су губитке партизана проценили на 6.240 мртвих заједно са заробљенима, укључујући и много цивилних жртава.
Ова операција представљала је тактички једну од најузбудљивијих и најспектакуларнијих операција у Другом светском рату, па је због тога обрађивана у историјским, мемоарским, књижевним и филмским делима, и постала симбол. На 60-годишњицу десанта, 25. јуна 2004, у пустињи Аризоне од стране љубитеља историје одиграна је реконструкција десанта (тзв. енгл. historical reenactment)

## Увод
Након низа обухватних операција крупним снагама током зиме, Друга оклопна армија је овладала јадранском обалом и већим делом стратешких тачака у залеђу. Међутим, нису успели да задају одлучујући ударац снагама НОВЈ, које су наставиле интензивне нападе на комуникације и мање гарнизоне. Стога се немачка команда одлучила за нову операцију, чији главни циљ није био да се униште партизански одреди, већ да се уклони или зароби Врховни штаб НОВЈ и да се тако добије стратешка предност све док се потпуно не униште јединице НОВ и ПОЈ.
За овај напад употребљен је ојачани СС падобрански ловачки батаљон, који је, после жестоког бомбардовања Дрвара, спуштен падобранским десантом и помоћу једрилица, у два таласа на Дрвар. Истовремено су копненим путем од Јајца кренуле борбене групе Седме СС дивизије „Принц Еуген”, од Книна 1. пук Бранденбург ојачан деловима четничке Динарске дивизије, од Босанске Крупе ојачани 92. моторизовани пук, а од Срба и Бихаћа борбене групе 373. немачке дивизије.
Падобрански 500. СС батаљон је био састављен од кажњених припадника разних СС дивизија чије је учешће одобрено тек након Химлерове интервенције. Овај батаљон био је ојачан деловима 1. ваздушнодесантног пука, обавештајно-диверзантском јединицом мајора Бенеша и трупом Завадил. У ове две последње био је укључен један број четника.
За дан напада Немци су узели дан прославе Титовог рођендана, очекујући да ће партизане затећи неспремне. Услед честог извиђања непријатеља авионима, као и директних опомена од британског обавештајног центра, Врховни штаб је предузео извесне мере за случај напада Немаца из ваздуха. Премештен је и штаб британске војне мисије.

## Извођење операције

### Прва фаза — десант и покушаји брзих продора

#### Несрећа падобранског десанта
План десанта израдио је пуковник Ото Скорцени, али је одбио да директно учествује у десанту.
Идеја се састојала у томе да се десант изврши у два таласа, да први крене директно на Тита и команду, успе да их уништи и да се онда споји са другим таласом. Претпоставка је била да ће партизани на Титов рођендан бити ухваћени неприпремљени и да ће ликвидацијом команде партизанских снага настати расуло у партизанским јединицама — те ће копнене снаге успети лако да сломе НОВЈ.
Избор снага за десант пао је на 500. Падобрански СС батаљон, јединицу састављену од кажњеника.
Немци су напад отпочели у шест часова изјутра 25. маја 1944. године. Прво су жестоко бомбардовали читав простор, а затим су почели падобрански десант. По Немце је кренуло лоше од самог почетка. Једна једрилица је оборена у ваздуху од стране партизанске ПВО, док су три уништене на слетању са целим посадама, а остале једрилице су следеле ван десантног циља јер су их транспортни авиони који су их вукли откачили прерано из страха од ПВО.
Немци су непрекидно бацали појачања у град, нове једрилице су стизале. Око сваке куће водиле су се жестоке борбе. Немци су нападали и по њивама на којима су се налазиле и радиле дрварске омладинке. Немци су ове девојке одмах хватали и после стрељали.
Од војних јединица у Дрвару и његовој ужој околини налазило се једино Пратећи батаљон Врховног штаба. Питомци Више официрске школе, која се такође налазила у граду, располагали су само личним наоружањем, углавном револверима. Ипак, поједине групе из официрске школе почеле су да пружају организованији отпор. У Дрвару су се затекли и неки делегати с Другог омладинског конгреса који се још нису успели вратити у своје јединице.
Немци су пре подне стрељали велики број сељака у Дрвару. Свим заробљеницима постављали су као прво питање: „Где је Тито?” Како нико није хтео (или није знао) да одговори, Немци су убијали све одреда.
У граду је беснела жестока битка. Читаво руководство Окружног комитета СКОЈ-а за Дрвар је погинуло. Немачки падобранци били су пали тачно пред кућу у којој су се налазили скојевци и одмах је блокирали, тако да из ње нико није могао да изађе. У згради је било шест чланова ОК СКОЈ-а за Дрвар и секретар Среског комитета СКОЈ-а за Дрвар. Током борбе, омладинци су враћали назад бомбе које су им Немци убацивали кроз прозор. После борбе од два сата отпор је престао, пошто су изгинули сви осим једног скојевца, Љубе Боснића. Он је био теже рањен у ногу и у једном тренутку је успео, после погибије свих својих другова, да се извуче из куће и да се пребаци пузећи преко реке Унац. У кући у коју је ушао затекао је једну жену којој је испричао погибију чланова ОК СКОЈ-а. У току даље борбе Немци су наишли на кућу у коју се он био склонио. Запалили су је и у њој је изгорио и Љубо Боснић. Око зграде комитета је касније нађено на десетине мртвих Немаца.
Тачно у 10:30 командант падобранаца, Рибке поделио је своје људе у две групе и кренуо ка пећини.
Пећина у којој се налазио Врховни штаб била је под сталном ватром немачких падобранаца. Курир Едварда Кардеља је изашао је на отвор пећине да осмотри кретање Немаца, али је био погођен једним снајперским метком у главу. Тито и Кардељ су се пробили из пећине око 11 сати пре подне. У међувремену битка се и даље развијала. Једна група омладинаца, с Ратом Дугоњићем и Милом Неоричићем на челу, је послата да сиђе поново до града и да спасе радио-станицу совјетске мисије, као и да не дозволе Немцима да развију фронт према пећини. Њих двојица су се пробили до зграде совјетске војне мисије, а успут су наишли на један зид где су затекли педесет стрељаних омладинки, жена и сељака.
Борбе око пећине су биле жестоке а Немци су били дочекани јаком ватром и прикуцани за тле. Како нису успели да на препад ухвате Тита и трпели све веће губитке дошло је до колебања код Немаца. Већ у 11:00 почео је први противнапад партизана на Немачке падобранце.
Из Трубара (удаљеност око 10 km ваздушном линијом) је усиљеним маршем стигла одмах око 11 сати пре подне Трећа личка бригада и из марша се упустила у борбу са немачким падобранцима, којих је било близу хиљаду. У противнападу партизани су ослободили америчког новинара Стојана Прибићевића, ког су Немци у зору заробили са још три савезничка новинара.
Немци, приковани за земљу, покушали су да са другим делом снага опколе партизане, али је и тај део снага пао под жестоку ватру партизанских јединица. Ускоро у 11:50 појавио се и дуго очекивани други талас немачких падобранаца. И он је дочекан јаком ПВО од стране НОВЈ где су Немци такође претрпели губитке. Највећи проблем другог таласа што се спустио предалеко од циља, скоро 15 км ван зоне десанта. Док су се прикупили и организовали, ситуација за први талас Немаца постала је толико критична да је Рибке наредио уједињавање свих падобранских делова како би успео да одбије талас за таласом партизанских противнапада.
Око 16:00 ситуација за Немце је постала неиздржива, и Рибке је морао да нареди повлачење на месно гробље где је наредио да се преживали падобранци укопају и одсудно држе док не дође помоћ.
Личани су врло брзо потиснули Немце и сузбили их на дрварском гробљу. Већ у 18:00 и сам Рибке је био рањен партизанском ручном бомбом и морао је да буде пребачен лаким авионом у болницу. Његови људи остали су на гробљу, на ивици издржљивости без хране, муниције и лекова и целу ноћ се малтене на нож борили са бесомучним партизанским нападима. Немци су се борили окружени својим мртвим и рањеним саборцима. Када је ујутру Луфтвафе полетела да заштити падобранце, партизани су се повукли. Немачка 7 СС дивизија Принц Еуген дошла је коначно до преживелих падобранаца на гробљу и спасила их.
Од преко 800 падобранаца, до јутра остало их је само 250 способних за борбу. Остали су били мртви или рањени.
Пораз падобранаца је био толики да су повучени на опоравак, а 500. СС падобрански батаљон је избрисан са бројног стања, спојен са другим јединицама у нови, 600. СС падобрански батаљон.
Тито се 3. јуна, са неколико припадника Врховног штаба, својим псом, шефом совјетске војне мисије генералом Корнејевим и Вивијен Стрит, вршиоцем дужности британске војне мисије, совјетском Дакотом са Купрешког поља, пребацио у италијански Бари. Американци су евакуисали припаднике своје војне мисије и осталих 74 припадника главног штаба, Титове телохранитеље као и 118 рањених партизана. Три дана касније је Врховни штаб британским разарачем Блекмором, пребачен на острво Вис.

#### Борбе са нападном групом из Срба
У Србу је пред 25. мај концентрисан знатан део 373. легионарске дивизије. За наступање према двадесет километара удаљеном Дрвару, оформљена је нападна борбена група под командом пуковника Вилама. Њу су сачињавали: 384. пешадијски пук, дивизијски извиђачки батаљон, ојачани дивизионом артиљерије, мањим деловима 202. оклопног батаљона и четом инжењеријског батаљона. Ова борбена група кренула је у наступање према Дрвару 25. маја у зору, под командом команданта дивизије, генералмајора Алдриана.
Према њој се налазила распоређена Друга личка бригада, која је тада имала око 700 бораца на линији фронта. Била је ојачана са два брдска топа из дивизијске брдске батерије. С обзиром да су јединице 373. дивизије у том периоду биле половично попуњене, немачка нападна група процењена је на око 2.000, од чега око 1.500 у борбеном саставу.
Немачка борбена група наступала је према Дрвару упорно и систематски, обилно се користећи бројчаном надмоћи, знатном артиљеријском моћи, примењујући обухват и забацивање са бока. Немачке нападе потпомогла је и авијација, која је тактички садејствовала трупама на тлу, тукући из ваздуха отпорне тачке партизана.
Друга личка бригада имала је у том тренутку знатних тешкоћа. Током боравка на овом подручју, трпела је од слабе исхране, услед опустошености тог краја. Забележени су случајеви смрти бораца од глади и исцрпљености. Осим тога, залихе муниције биле су веома мале, без могућности попуне. Бригадна радио-станица била је у квару, и немогућност одржавања везе са батаљонима знатно је утицала на организованост отпора.
Немци нису остварили изненађење, јер је Друга личка бригада била спремна и адекватно распоређена. Упркос знатној надмоћи, током првих сати напада, нису постигли никакве успехе. Међутим, захваљујући руковођењу команданта дивизије, напад није губио темпо. Упорним пробијањем кроз међупросторе и наткриљујући бокове партизанских снага, Немци су их исцрпљивали, успевајући да изолују батаљоне један од другог.
У 12.45 Немци су заузели железничку станицу Трубар, савладавши тако близу половину дистанце између Срба и Дрвара, одбацивши постепено и по деловима 2. батаљон Друге личке у страну. У овој области Немци су образовали утврђени чвор и артиљеријски положај за подршку даљег наступања. Испред Трубара образована је нова линија одбране, коју је посео 3. батаљон Друге личке, док је 4. батаљон нападао наступајуће немачке снаге с бока. 2. батаљон, будући да није имао везу са штабом бригаде, није пратио линију немачког наступања, него је покушавао да изврши првобитно наређење о држању висова код Богутовца, који су остали у позадини. Кад су његови противнапади одбијени, 2. батаљон је остао практично изолован, и без утицаја на даље одвијање борби, изгубивши додир са осталим снагама.
Настављајући напредовање, Немци су у току послеподнева успели да у знатној мери растроје партизанску одбрану, одвојивши 1. и 3. батаљон Друге личке и одбацивши их у страну. Падом мрака, немачка борбена група кренула је у наступање преко планине Каменице према Дрвару, предвођена пуковником Виламом, пошто се командант дивизије Алдриан вратио у Срб. За то време, 1. и 3. батаљон Друге личке кретали су се напоредо, извиђајући и покушавајући да ухвате везу. Изненада, око 22 часа, 3. батаљон Друге личке наишао је на немачку групу у наступању. Енергичним јуришем 3. батаљона немачка групација је распршена. Паника је захватила и пуковника Вилама. Неки делови вратили су се чак у Срб. Команду над групом преузео је командант извиђачког батаљона, капетан Зајфрид сређујући и прикупљајући распршене снаге.
26. маја у зору, Немци су обновили напад на гребене Каменице. 3. батаљон Друге личке, који је посео положаје на гребену, издржао је тешке ваздушне и артиљеријске ударе, успевши да одбије пешадијске нападе. С обзиром да су борбе у Дрвару већ биле окончане, штаб Друге личке извукао је током јутра 3. батаљон из контакта са непријатељем, и повукао га у резерву. Немци су продужили према Дрвару. До тамо утврђених падобранаца, први је око 11 часова стигао 1. ескадрон извиђачког батаљона 373, где је био дочекан са великим одушевљењем. Према изјави поручника Бегера (Böger) из 1. ескадрона, један официр из десантном батаљона рекао му је да су били тучени, и да су били на рубу издржљивости.

#### Борбе са нападном групом из Бањалуке и Јајца
Из правца Бањалуке, Мркоњић Града и Јајца 25. маја рано ујутро кренуле су, концентрично са осталим снагама, у наступање три колоне 13. СС пука ојачаног Оклопним гренадирским батаљоном штаба Друге оклопне армије, 7. СС извиђачким батаљоном, деловима 7. СС артиљеријског пука и деловима Босанскокрајишког четничког корпуса (3. бригада и бригада „Кочић”). На правцима њиховог наступања нашле су се Прва и Тринаеста пролетерска бригада.
Немци су током 26. маја успели да заузму Шипово и Кључ, а затим и да уђу у Рибник. С обзиром да се Врховни штаб кретао општим правцем из Дрвара према истоку, ови немачки нападни клинови претили су да непосредно пресеку правац његовог кретања. С обзиром да је штаб Друге оклопне армије имао добре обавештајне податке, пребацио је тежиште напада на овај сектор. Дана 26. маја увече наредио је 7. СС дивизији да формира „Специјални ловачки одред” који треба током ноћи да се пробије кроз партизанске линије и ликвидира Титов штаб.
Немачки напади настављени су са повећаном упорношћу. С обзиром на положај Врховног штаба, бригаде НОВЈ принуђене су на упорне одбрамбене борбе, које су биле посебно интензивне на правцу између железничких станица Мрачај и Потоци, где се налазио Врховни штаб. Покушаји „Специјалног ловачког одреда” више пута су осујећени, а главнина немачких снага након свакодневних борби наставила је 28. маја напад и током целе ноћи.
Дана 31. маја, продором немачке борбене групе из Ливна у Гламоч, дошло је са немачке стране до концентрације готово комплетне 7. СС дивизије на овом простору. Тиме је са стране НОВЈ, привлачењем Треће крајишке која је одбијала напад из правца Ливна, такође концентрисана Прва пролетерска дивизија на истом простору.
Наредног дана Врховни штаб донео је одлуку о напуштању овог подручја и одласку на Вис, а Првом пролетерском корпусу издао је наређење да се пробије у Санџак и Србију.
Оштре борбе између 7. СС дивизије која је свим средствима покушавала да продре, забацујући нападне колоне по тешком терену, и Прве пролетерске дивизије настављене су непрекидно, из дана у дан.
Током 3. јуна Врховни штаб се са Националним комитетом ослобођења Југославије (НКОЈ) и другим установама пребацио у северозападни део Гламочког поља. Одатле су током вечери и ноћи совјетским и савезничким авионима пребачени у Бари.
Након десетодневних оштрих и напорних борби, 5. јуна ујутро изостао је немачки напад. С обзиром да је основни циљ акције испуштен, немачким снагама био је потребан предах за усклађивање планова и реорганизацију. То је омогућило Првом пролетерском корпусу да током дана са узлетишта у Купрешком пољу отпреми тешке рањенике у болнице у Италији, и да прихвати снабдевање оружјем и муницијом.
Тиме је Операција Реселшпрунг окончана. Након операције, главне немачке снаге нису се повукле у гарнизоне, већ су оштре борбе настављене током наредна три месеца. Немачке јединице трагале су за снагама НОВЈ и упуштале су се у борбе по тешким брдским теренима. Друга оклопна армија организовала је једну за другом операције против Првог пролетерског корпуса, али више није постојала одбрана Врховног штаба, НКОЈ-а и осталих установа као опредељујући мотив за обе стране. Немци су овакву врсту активности назвали „слободни лов”. Током тих борби немачки командант 5. СС планинског корпуса Артур Флепс изразио је високо мишљење о снагама НОВЈ.
Двадесеог јуна избила је нарочито оштра борба у области источно од Прозора, посебно против Прве прол. дивизије, о којој је генерал Флепс у свој дневник записао: „Врло добро вођени и добро обучени, као регуларне трупе. Озбиљан противник!"

## Исход
Војнички гледано, ова операција је била неуспех. Немачке снаге заузеле слободну територију, али није испуњен постављени циљ — уништење централних штабова и установа НОП-а, које је требало да резултује значајним слабљењем НОВЈ. Десантне групе у Дрвару имале су скоро 80 % жртава (мртвих, рањених и несталих), а остале борбене групе имале су такође знатне губитке.
Значајнији од тактичких били су стратешки резултати. Немачка армија није успела да се извуче из рата у Југославији — напротив, он се у наредном периоду интензивирао, и онемогућио немачке снаге са Југоистока (Групу армија Ф) да одиграју улогу у ратном расплету у Европи.

## Учешће четника у Дрварској операцији
Према немачким и четничким документима из рејона Книна према Дрвару са Првим пуком Бранденбург заједнички су наступали делови Динарске дивизије ЈВуО.
Према документима Тринаесте пролетерске бригаде, заједно са главнином 7. СС дивизије која је наступала из Бањалуке и Јајца, наступале су и бригаде Босанскокрајишког корпуса ЈВуО.
Према извештају Курта Рибкеа команданта 500. СС падобранског ловачког батаљона, у проширени састав његовог батаљона укључен је и известан број четника.
Осим укључивањем у своје борбене групе, четнике су Немци употребљавали за извиђачке и обавештајне делатности. У овим активностима Немци су од њих имали највеће користи.
Четничке борбене саставе Немци су званично називали „Хрватским борбеним групама”   у циљу формалног укључивања у снаге НДХ. У наређењу штаба Друге оклопне армије од 21. маја за операцију Реселшпрунг наведено је:
д) Борбена група ојачани 1. пук Бранденбург (без 1. батаљона) са потчињеним Хрватским борбеним групама (напада) од Книна према Босанском Грахову, отуда мањим борбеним групама према линији Прекаја (14 км југоисточно од Дрвара) – Дрвар. Задатак: хватање банди и штабова које се извлаче према југу. Група носи камуфлажну одећу. 
Из наређења Друге оклопне армије од 23. маја:
1. пук Бранденбург (наређење за подршку операције Реселшпрунг):
...
1. пук Бранденбург потчињава 1 артиљеријску и једну инжињеријску чету 373. дивизије и Хрватске борбене групе, дана икс у 5:00 позлази из области Книна, журно поседа Босанско Грахово, и одатле широким фронтом од Прекаје до Дрвара и пресреће и уништава бандитске штабове и снаге које се пробијају према југу. -{1. Rgt. Brandenburg (23.5.44 – Befehl für Unterstützung des Unternehmen Rösselsprung): ...
# 1.Rgt.Brandenburg, unterstellt 1 Schtz., und 1 Pi.-Kp. der 373.DIV., und kroat.Kampfgemeinschaften tritt am x-Tag um o5.oo Uhr aus Raum KNIN nach Norden an, nimmt rasch BOS.GRAHOVO und geht von dort unverzüglich mit mehreren Kampfgruppen in breiter Front auf Linie PREKAJA – DRVAR vor, um etwaige aus dem Raum DRVAR nach Süden ausbrechende Bandenstäbe und -kräfte abzufangen oder zu vernichten.}-
У извештају 1. пука Бранденбург од 12. јуна 1944. на следећи начин је оцењен допринос четника:
10.) Сарадња са К. К. Г. стално наилази на тешкоће услед недисциплине, конфузије у унутрашњим политичким односима и тешком снабдевању храном и посебно муницијом. Њихова велика бројност нема значаја у озбиљним борбама. Једина корист коју је пук имао од присуства ових формације је у томе што је пук радио на основу стања непријатељских покрета и приближне јачине противника и могао да постави своје обезбеђење у складу са тим. При нападним подухватима отуда се може рачунати само на властиту борбену снагу.  
Извештај од јуна 1944. даје општу позитивну оцену о доприносу четника:
Б. Хрватске борбене групе.

Босански корпус, група Марић и Косовски корпус са успехом су коришћени у операцији Реселшпрунг... Дреновић је погинуо у енглеском ваздушном нападу.  -{B. Kroatische Kampfgemeinschaften.
Das bosn. Korps, die gruppe Maric und das Kosovo-Korps sind mit Erfolg bei der Unternehmen Rösselsprung eingesetzt werden. Drenovic ist durch englischen Tieffliegerangriff gefallen.}-